# Дрозденко, Василий Иванович
Васи́лий Ива́нович Дрозде́нко (укр. Василь Іванович Дрозденко; 14 января 1924, с. Харьково, Талалаевский район, Черниговская область, УССР, СССР — 30 ноября 1982) — советский украинский партийный деятель, дипломат. Чрезвычайный и полномочный посол.

## Биография
Член ВКП(б) с 1944 года. Окончил Днепропетровский институт инженеров железнодорожного транспорта (1949) и заочно Высшую партийную школу при ЦК КПСС (1959).
- В 1942—1945 годах — служба в РККА.
- В 1948—1950 годах — первый секретарь Октябрьского районного комитета ЛКСМ Украины (Днепропетровск).
- В 1951—1952 годах — первый секретарь Днепропетровского городского комитета ЛКСМ Украины.
- В 1952—1954 годах — секретарь ЦК ЛКСМ Украины.
- В 1954—1955 годах — второй секретарь ЦК ЛКСМ Украины.
- В 1955—1960 годах — первый секретарь ЦК ЛКСМ Украины.
- С 21 января 1956 по 17 марта 1971 годах — член ЦК КП Украины.
- С июня 1960 по август 1962 года — первый секретарь Киевского городского комитета КП Украины.
- С 31 октября 1961 по 29 марта 1966 годах — член Центральной ревизионной комиссии КПСС.
- С 16 августа 1962 по январь 1963 года — первый секретарь Киевского обкома КП Украины[4].
- С января 1963 по декабрь 1964 года — первый секретарь Киевского промышленного обкома КП Украины.
- С 28 марта 1963 по 15 марта 1966 годах — кандидат в члены Президиума ЦК КП Украины.
- С декабря 1964 по 24 марта 1966 года — первый секретарь Киевского обкома КП Украины.
- С 18 марта 1966 по 17 марта 1971 года — секретарь ЦК КП Украины, член Политбюро ЦК КП Украины.
- С 8 апреля 1966 по 30 марта 1971 года — кандидат в члены ЦК КПСС.
- С 16 марта 1971 по 30 ноября 1982 года — чрезвычайный и полномочный посол СССР в Румынии[5].
- В 1971—1982 годах — член ЦК КПСС, делегат XXIV, XXV и XXVI съездов КПСС.

Депутат Верховного Совета СССР 6 и 7 созывов.

## Дипломатический ранг
Чрезвычайный и полномочный посол (1971)

## Награды
- Орден Ленина (дважды).
- Орден Октябрьской Революции.
- Орден Трудового Красного Знамени (дважды).
- Орден Дружбы народов.
- Орден Красной Звезды.